# Чанак, Джихан
Джиха́н Чана́к (тур. Cihan Çanak; 24 января 2005) — бельгийский и турецкий футболист, вингер турецкого клуба «Трабзонспор».

## Клубная карьера
Воспитанник футбольной академии клуба «Стандард». 26 декабря 2021 года дебютировал в основном составе «Стандарда» в матче в матче Первого дивизиона чемпионата Бельгии против «Зюлте-Варегем», выйдя на замену Нильсу Нкунку.
Летом 2024 года перешёл в «Трабзонспор».

## Карьера в сборной
Нуби родился в Бельгии в семье выходцев из Турции. Выступал за сборные Бельгии до 15 и до 17 лет.